# Izvoarele (okręg Buzău)
Izvoraele – wieś w Rumunii, w okręgu Buzău, w gminie Bozioru. W 2011 roku liczyła 193 mieszkańców.